# Tony Bond (cầu thủ bóng đá, sinh năm 1913)
Anthony "Tony" Bond (23 tháng 12 năm 1913 – 6 tháng 7 năm 1991) là một cầu thủ bóng đá người Anh thi đấu ở vị trí tiền vệ chạy cánh phải. Ông thi đấu ở Football League cho Torquay United, Southport và Accrington Stanley.